# Бернхард Варениус
Бернхард Варениус (на немски: Bernhard Varen) е нидерландски географ.

## Биография
Роден е през 1622 година е Хитцакер, Курфюрство Саксония, тогава в пределите на Свещената Римска империя (днес в Германия). От 1627 година живее в Уелцен, където баща му е проповедник на дука на Брауншвайг. Учи математика в Университета в Хамбург (1640 – 1642) и Кьонигсберг (1643 – 1645). От 1645 година изучава медицина в Лайденския университет и получава медицинската си степен през 1649 година.
Известен е най-вече с книгата си „Geograophia generalis“ („География генерална“), в която за първи път обособява географията като самостоятелна наука. Издадена е на латински език през 1650 г. в Амстердам и преведена на английски и френски, а по-късно по времето на Петър I и на руски език. Тази книга е високо ценена от Нютон, Хумболт, Елизе Реклю, Рател и др. С право някои автори я смятат за първата системна физическа география, допълнена със странознание. Много преди Хумболт и Ритер Варениус предлага сравнителния метод.
В „География генерална“ Варениус споделя възгледите на Коперник, Кеплер и Галилей. Разделя географията на обща и частна, като частната е разделена на хорография и топография. Книгата се състои от 3 части: в първата са разгледани Земята, водата и атмосферата, във втората са разгледани космическите явления, а в третата – отношенията между различните територии и морските връзки на Холандия.
Варениус поставя основите на научното обяснение за наличието на световна система на ветровете. Той е привърженик на емпиричното естествознание. В книгата присъстват съвети за използване на карти, за изчисляване на координати и други. Той не само описва и локализира географските обекти, но и съставя програми или планове за изучаването им.
Умира през 1650 година в Лайден в нищета само на 28-годишна възраст.